# كفر سعد (مركز)
مركز كفر سعد هو مركز إداري مصري. يقع في محافظة دمياط ضمن إقليم الدلتا في جمهورية مصر العربية. القاعدة الإدارية للمركز هي مدينة كفر سعد، وتضم كذلك مدينة ميت أبو غالب.

## قرى مركز كفر سعد
- مدينة كفر سعد، وتشمل حي العروبة.
- السوالم.
- ميت أبو غالب.
- كفر المنازلة.
- كفر سليمان البحري.
- السعيدية البحرية.
- السعيدية القبلية.
- كفر شحاتة.
- عزبة عرفي.
- الدنجوة.
- عزبة الإسماعيلية.[4]
- كفر أبو سعد.
- كفور شحاتة، وتشمل عزبة ويلسن، وعزبة البداري، وعزبة الدكتور عبد العزيز، وعزبة محمد حسين.
- كفر الوسطاني، وتشمل عزبة دار السلام، وعزبة البدراوي، وعزبة المسيري، وعزبة الألفي، وعزبة أبو عدوي، وعزبة الحيزة، وعزبة راشد، وعزبة عرب السياح، وعزبة السعدة، وعزبة أبو سعادة الكبرى، وعزبة أبو سعادة الصغرى.
- المحمدية، وتشمل عزبة عبده فرج، وعزبة صديق شحاتة، والفؤادية، والمهندسين، وعزبة الإبراهيمية القبلية، وعزبة البطايطة، وعزبة الإبراهيمية البحرية.
- كفور الغاب، وتشمل عزبة منشية ناصر، وعزبة الحزان الغربية، وعزبة شحاتة البربري، وعزبة غرابة.
- كفر المرابعين الشرقية، وتشمل عزبة السلسلول، وعزبة جان عيد، وعزبة محمد سعيد.